# دوري كرة القدم الإنجليزي 1984–85
دوري كرة القدم الإنجليزي 1984–85 (بالألمانية: Football League First Division 1984/85) هو موسم من دوري كرة القدم الإنجليزي. أقيم خلال الفترة 25 أغسطس 1984 وحتى 28 مايو 1985، وفاز فيه نادي إيفرتون.